# Úhloměr

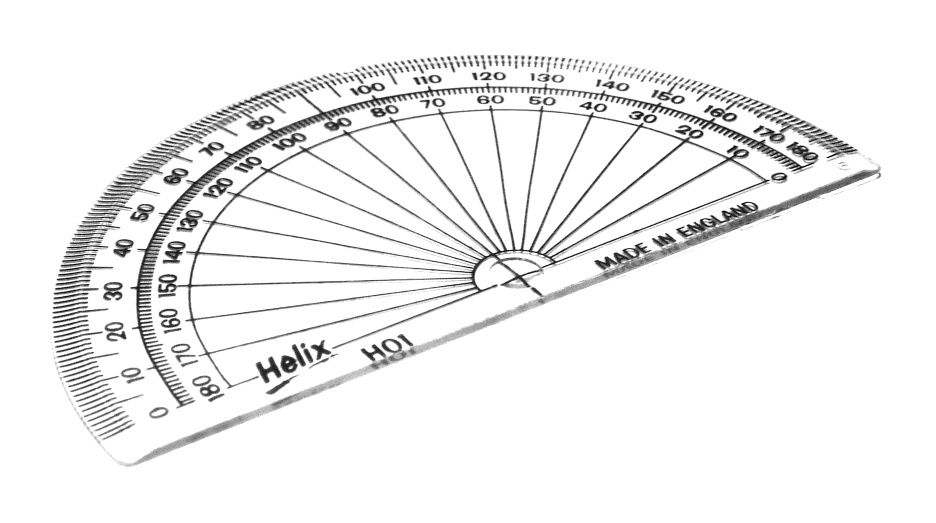
Polokruhový úhloměr

Úhloměr (také protraktor) je pomůcka nebo přístroj pro měření nebo vynášení úhlů. Jeho součástí je stupnice pro odečet úhlu, která má různé podoby. Nejpoužívanější jednotkou této stupnice je stupeň °, kdy plný kruh je rozdělen na 360°. Úhloměr je základem různých specializovaných a složitějších přístrojů.

## Použití
- jednoduchý plastový či papírový úhloměr je jako školní potřeba pro výuku geometrie
- součást rýsovacích prken konstruktérů
- měřící pomůcka pro měření úhlu při obrábění
- vyčítací mapové pravítko (protraktor) pro určení souřadnice bodu na mapě nebo měření azimutu
- sklonoměr[3] – na principu spojení úhloměru s vodováhou nebo olovnicí, umožňuje měření sklonu, tedy úhlu k vodorovné či svislé rovině

## Zaměřovací přístroje

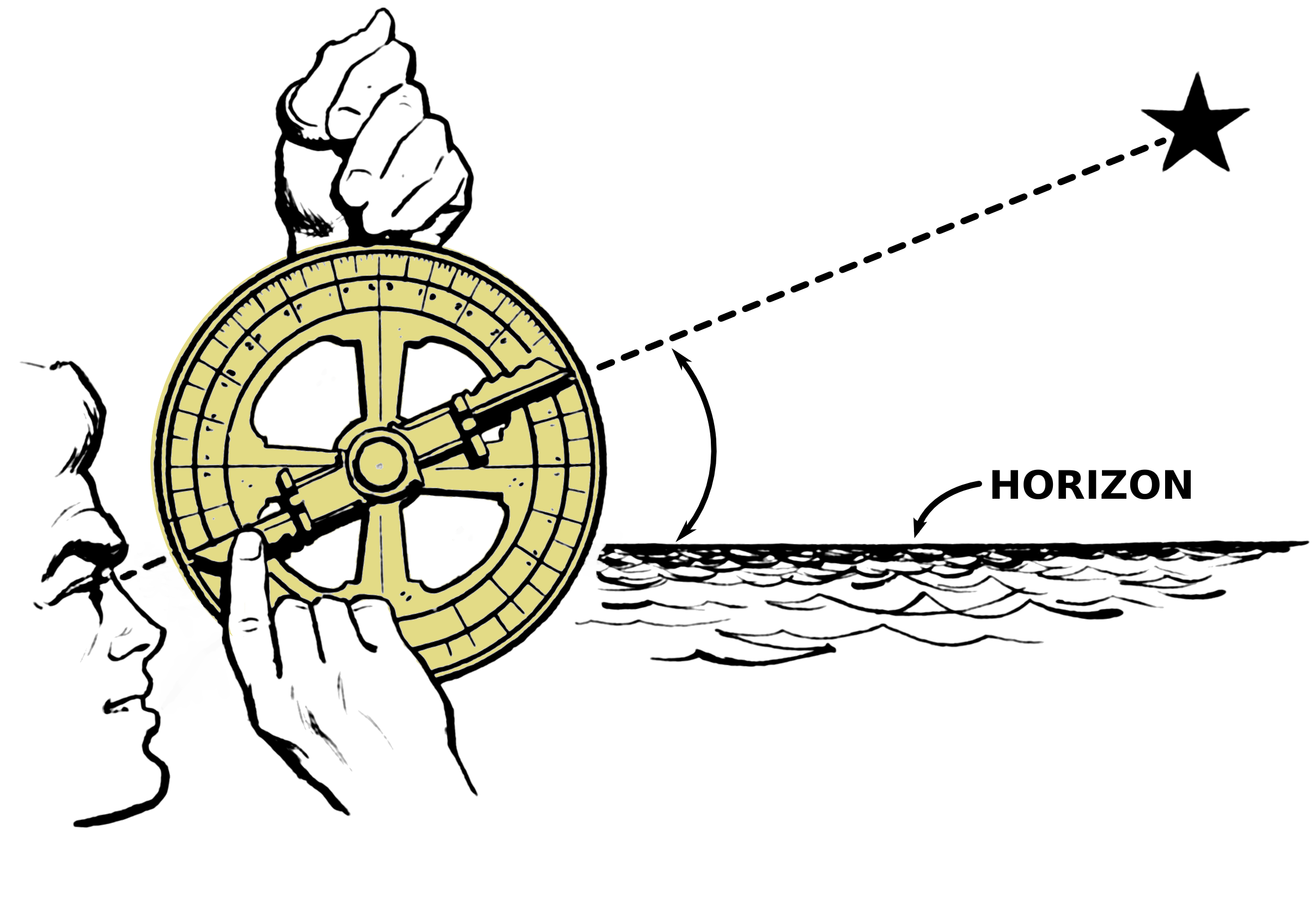
Měření úhlu nebeského tělesa nad horizontem použitím astrolábu

K zaměřování úhlů mezi dvěma viditelnými body v terénu i na obloze slouží různé přístroje, které jsou využitelné například v astronomii, při navigaci nebo při mapování a při zeměměřičství i zeměměřictví.
- Jákobova hůl – jednoduchý historický úhloměr, tyč s posuvným ramenem
- busola[5] – kompas opatřený otočným úhloměrem pro určování azimutu

Složitější přístroje bývají vybaveny alhidádou se zaměřovačem, která se otáčí po stupnici a umožňuje úhel přesněji zaměřit.
- astroláb – od starověku používaný přístroj, jehož součástí byla alhidáda v podobě otočného pravítka s průzory
- sextant – přesnější přístroj využívající otočného a polopropustného zrcátka a kukátka
- teodolit a odvozené specializované zeměměřičské přístroje

## Galerie

360° úhloměr
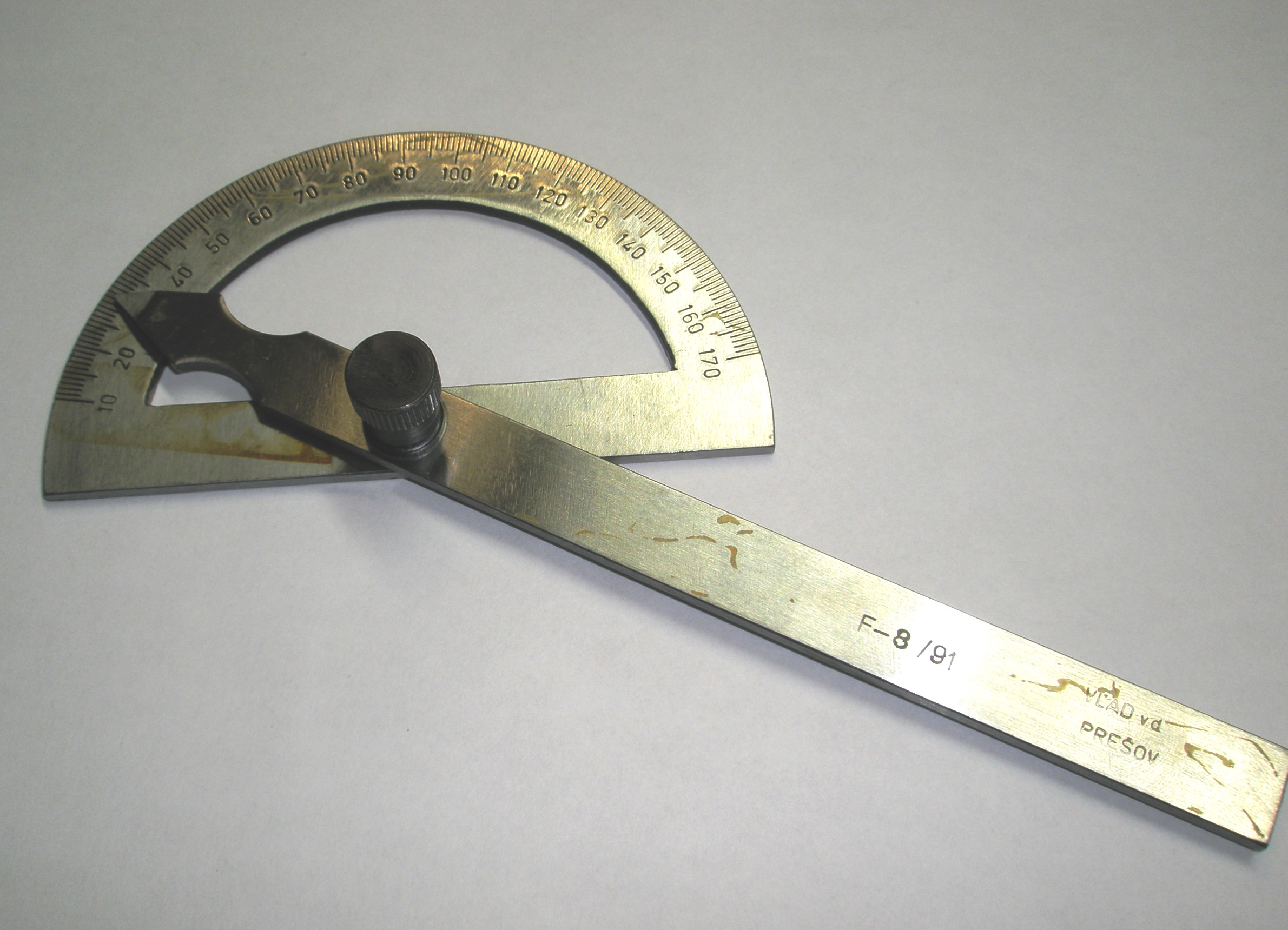
Ocelový dílenský úhloměr
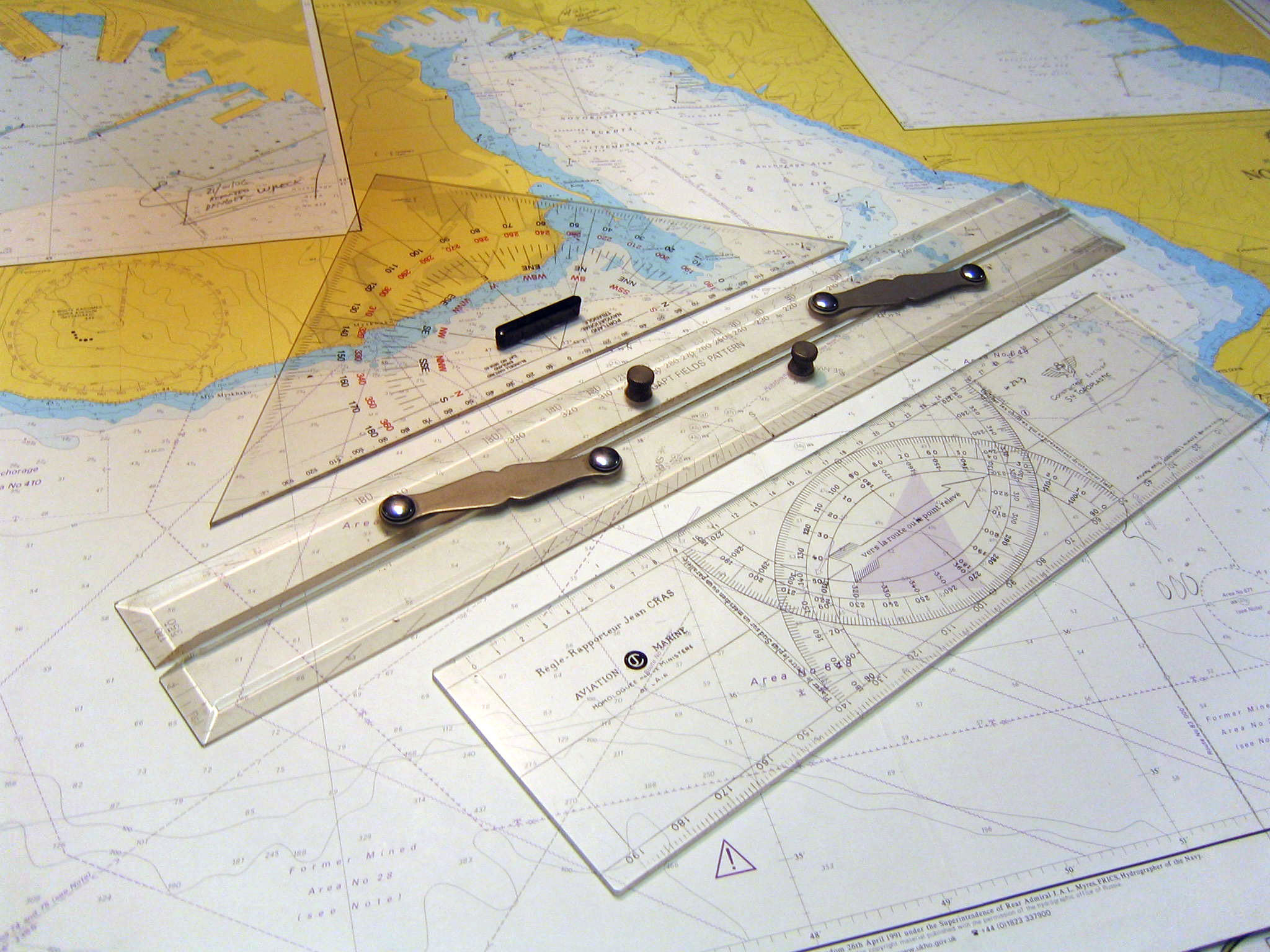
„Cras Navigation Plotter“ dvojitý úhloměr
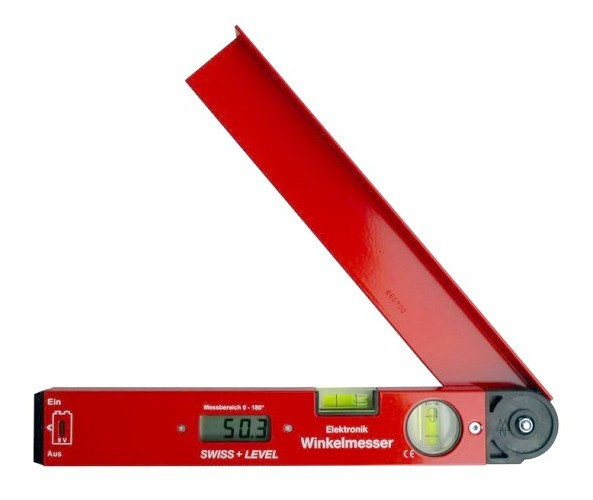
Electronický úhloměr